# حشره‌خوار هیمالیا
 حشره‌خوار هیمالیا (نام علمی: Soriculus nigrescens) نام یک گونه از زیرخانواده حشره‌خوارهای دندان‌سرخ است.